# Bérénice (film 1954)
Bérénice  è un cortometraggio del 1954, scritto e diretto da Éric Rohmer.